# Тоби, Марк
Марк Тоби[уточнить] (англ. Mark Tobey, 11 декабря 1890, Cентервилл, США — 24 апреля 1976, Базель, Швейцария) — американский художник, представлявший северо-западную школу абстрактного экспрессионизма.

## Биография
Марк Тоби родился в семье плотника и строителя Джорджа Тоби и его жены Эммы Кливленд Тоби. Был младшим из четырёх детей. В 1893 году семья поселилась в Чикаго. Учился в чикагском Институте искусств с 1906 по 1908 год, но в основном был самоучкой.

## Творчество
Как и большинство его современников из художественного мира, отдавал предпочтение практическому поиску, нежели теоретическому образованию, которое получил в чикагском Институте искусств. Большое влияние на его художественный манеру оказало искусство восточной Азии, которое Тоби изучал во время поездки в Японию и Китай в 1934 году. Здесь почувствовал он, по его собственным словам, «каллиграфический импульс»: острые, тонкие как иглы линии рисунка проносятся через полотно и создают впечатление пространства, центр которого невозможно с точностью определить. Названия картин связаны с личными мотивами автора — «Переплетённые» (1959), «Тихоокеанское течение» (1959/1962), «Пространства Луча» (1960), «Над Землёй» (Институт Искусств, Чикаго).

## Наследие
По крайней мере пять из его работ находятся в коллекциях Музея Северо-Западного Искусства. Работы Тоби также можно найти в главных музеях США и за рубежом, в том числе в Смитсоновском музее американского искусства, в галерее Тейт в Лондоне, в музее современного искусства в Нью-Йорке, в музее Метрополитен и в музее американского искусства Уитни.